# Иллюзия Ястрова

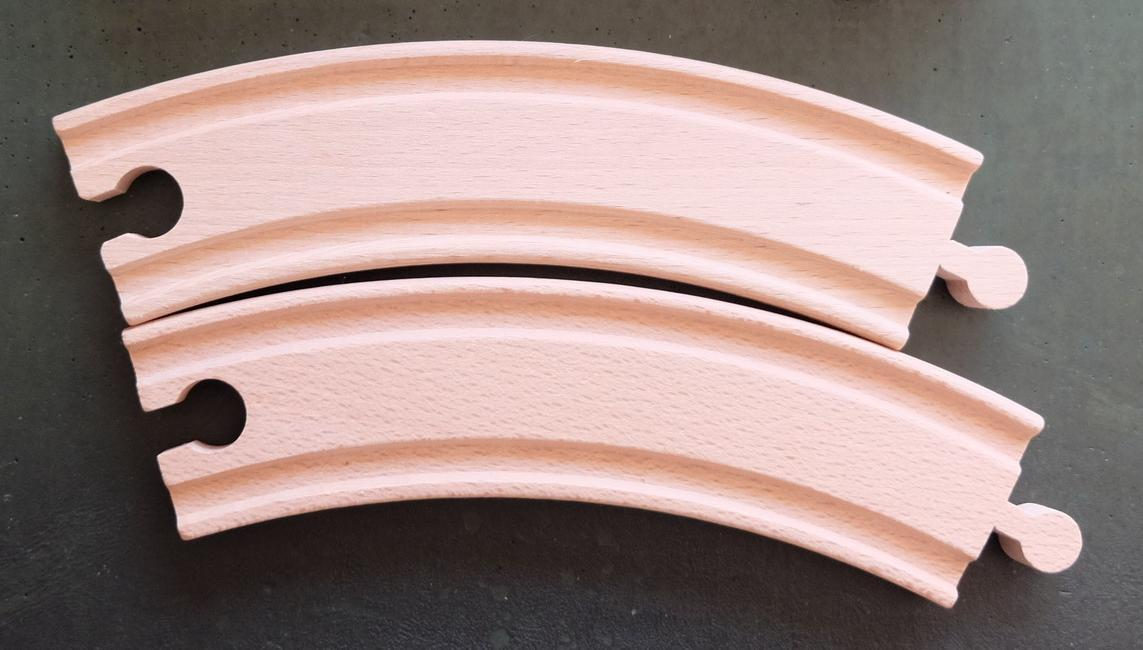
Наглядный пример иллюзии Ястрова — два железнодорожных пути из детского набора.

Иллюзия Ястрова — оптическая иллюзия, подробно описанная американским психологом Джозефом Ястровым в 1892 году. Также известна как иллюзия Вундта. На рисунках ниже обе фигуры идентичны, хотя нижняя кажется больше.

## Объяснение

Нижняя фигура кажется больше за счёт совмещения левых сторон
Если поместить фигуру правее, то фигуры будут выглядеть идентичными, каковы они и на самом деле

## Первые описания

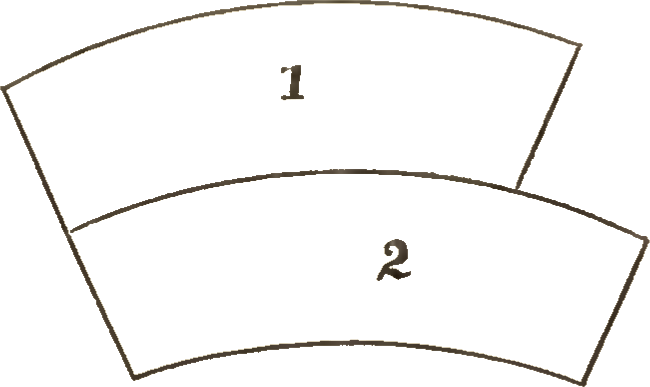
Иллюзия Ястрова в книге «Мир чудес»

В 1873 году в книге «Мир чудес» было первое описание этой иллюзии.
В 1889 году психолог Франц Карл Мюллер-Лайер написал статью, в которой представил свою иллюзию и иллюзию Ястрова до её подробного описания.
Немецкий учёный Вильгельм Вундт написал книгу, в которой по-своему объяснил эту иллюзию.

## Сходство с другими иллюзиями и эксперименты с животными
Иллюзию Ястрова сравнивали с иллюзией толстого лица, с иллюзией наклонной башни и оптической иллюзией Понсо.
Масаки Томонага, сотрудник университета в Киото, сравнил иллюзию Ястрова с иллюзией толстого лица. Он проводил эксперименты с людьми и шимпанзе, чтобы сравнить эту иллюзию с иллюзией Ястрова. Это исследование показало, что иллюзия Ястрова также воспринимается шимпанзе. Иллюзия толстого лица происходит, когда два изображения лица выровнены по левой стороне под углом. Тогда лицо внизу кажется толще.

## Исследование восприятия иллюзии
Японский психолог Сёгу Имаи экспериментировал с различными версиями иллюзии Ястрова в 1960 году: измерял углы, внутренний и внешний радиус, помещал фигуры по горизонтали и вертикали. Он показал различные версии иллюзии группе людей и попросил их оценить разницу в процентах. Оказалось, что самый большой эффект иллюзии возникает при горизонтальном расположении фигур, и внутренний радиус должен составлять 60 % от внешнего радиуса. Тогда разница между фигурами будет достигать 10 %.
Манфредо Массирони и его коллеги из университетов Рима и Вероны модифицировали иллюзию Ястроу, чтобы разработать диагностический тест одностороннего пространственного игнорирования. Люди, страдающие пренебрежением пространства, не испытывают иллюзии, когда перекрывающаяся часть сегментов находится на той стороне, где отсутствует их восприятие. Когда сегменты перевернуты, они воспринимают иллюзию так же, как и люди, не страдающие от пренебрежения.
Иллюзия Ястрова использовалась, чтобы увидеть, как реагируют ли маленькие дети на геометрические оптические иллюзии. Исследователи использовали сегменты колец, которые не были одинаковыми по размеру, чтобы имитировать как иллюзорные, так и реальные различия в размерах. Два сегмента показаны в трёх конфигурациях. Меньший заштрихованный сегмент был помещен сверху, чтобы подчеркнуть разницу в размерах. В других позициях меньшая часть помещалась ниже или выше большей части, чтобы создать иллюзию, что она больше. Детей попросили сыграть в игру «Большой и маленький» и указать, какой отрезок на самом деле больше другого. Во второй версии теста детей просили указать, какой из них выглядит больше.

## Применение
Две доски для этой иллюзии часто включают в наборы для фокусов, в которых она известна как «Boomerang Illusion», когда одна доска становится длиннее.